# G. K. Gilbert Award for Excellence in Geomorphological Research
Der G. K. Gilbert Award for Excellence in Geomorphological Research der Geomorphology Specialty Group (GSG) der Association of American Geographers (AAG) wird für Leistungen in Geomorphologie verliehen. Er ist nach Grove Karl Gilbert benannt, einem Pionier der Geomorphologie in den USA.
Er ist der bedeutendste Preis für Forschungen in der Geomorphologie der AAG, des Berufsverbands amerikanischer Geographen. Ein weiterer angesehener Preis für Geomorphologie in den USA ist der Kirk Bryan Award der Geological Society of America (GSA), die ebenfalls eine Spezialgruppe für Geomorphologie (und Quartärgeologie) hat.
Es gibt auch den G. K. Gilbert Award für planetare Geologie. Er ist nicht mit dem nach William Gilbert benannten Geophysik-Preis der American Geophysical Union (William Gilbert Award) zu verwechseln.

## Preisträger
- 1983 J. Ross Mackay für Studien im Permafrost des Mackenzie River Deltas
- 1984 Will Graf für Studien fluviatiler Prozesse im Südwesten der USA
- 1985 Athol Abrahams für das Studium von Channel Networks
- 1986 Karl Butzer für Archaeology as human Ecology, Cambridge University Press 1982
- 1987 Derek Ford für Studien zur Karst Geomorphologie und Geochronologie des Quartärs, Castleguard
- 1988 Ron Dorn für das Studium alluvialer Fächer, Death Valley
- 1989 nicht vergeben
- 1990 Don Johnson und Donna Watson-Stegner für Evolution model of pedogenesis (Soil Science, Band 143, S. 349–366)
- 1991 Alan Howard für Theoretical models of optimal drainage networks (Water Resources Research, Band 26, Nr. 9, S. 2107–2117)
- 1992 Don Currey für Quaternary palaeolakes in the evolution of semidesert basins, with special emphasis on Lake Bonneville and the Great Basin, USA, Palaeogeography, Palaeoclimatology, Palaeoecology, Band 76, S. 189–214.
- 1993 William C. Mahaney für Ice on the Equator, Caxton Press 1990
- 1994 Nelson Caine für Sediment transfer  on the floor of the Martinelli Snowpatch, Geografiska Annaler, Band 74, S. 133–144.
- 1995 nicht vergeben
- 1996 James C. Knox für Large increases in flood amplitudes in response to modest changes in climate, Nature, Band 361, S. 430–432.
- 1997 Jonathan Phillips für Deterministic uncertainty in landscapes, Earth Surface Processes and Landforms, Band 19, S. 389–401.
- 1998 David Butler für Zoogeomorphology: animals as geomorphic agents, Cambridge University Press 1995
- 1999 T. R. Paton,  G. S. Humphreys, P. B. Mitchell für Soils: a new global view, Yale University Press 1995
- 2000 Ellen Wohl, Doug Thompson, Andy Miller für Canyons with undulating walls, Geological Society of America Bulletin, Band 111, S. 949–959.
- 2001 Karl F. Nordstrom für Beaches and dunes of developed coasts, Cambridge University Press 2000
- 2002 Michael C. Malin, Kenneth S. Edgett für Evidence for recent groundwater seepage and surface runoff on Mars, Science, Band 288, S. 2330–2335.
- 2003 Ellen Wohl, Dave Merritt für Bedrock channel morphology, Geological Society of America Bulletin, Band 113, S. 1205–1212.
- 2004 Anne Chin für The periodic nature of the step-pool mountain streams, American Journal Science, Band 302, S. 144–167.
- 2005 Mark Fonstad, Andrew Markus für Self-organized criticality in riverbank systems, Annals of the Association of American Geographers, Band 93, S. 281–296.
- 2006 William H. Renwick für The role of impoudments of the sediment budget of the conterminous United States, Geomorphology, Band 71, S. 99–111 (mit Smith, Bartley, Buddemeier)
- 2007 Basil Gomez für The potential rate of bed-load transport, Proc. Nat. Acad. Sci., Band 103, S. 17170–17173.
- 2008 David Leigh, Pradeep Srivastava, George Brook für Late pleistocene braided rivers of the Atlantic Coastal Plain, USA, Quaternary Science Reviews, Band 23, S. 65–84.
- 2009 nicht vergeben
- 2010 Sheryl Luzzadder-Beach, Timothy Beach für Arising from the wetlands. Mechanisms and chronology of landscape aggradation in the northern coastal plain of Belize, Annals of the Association of American Geographers, Band 99, S. 1–26.
- 2011 Joshua J. Roering, Jill Marshall, Adam M. Booth, Michele Mort, Qusheng Jin für Evidence of biotic controls on topography and soil production, Earth and Planetary Science Letters, Band 298, S. 183–190.
- 2012 Inci Güneralp, Bruce L. Rhoads für Influence of floodplain erosional heterogeneity on planform complexity of meandering rivers, Geophysical Research Letters Band 38, L14401.
- 2013 Jennifer L. Horwath Burnham, Donald L. Johnson für Mima Mounds - The Case for Polygenesis and Bioturbation, Geol. Soc. Am. Spec.
- 2014 Stanley W. Trimble für Historical Agriculture and Soil Erosion in the Upper Mississippi Valley Hill Country, CRC Press
- 2015 L. Allan James für Legacy sediment: Definitions and processes of episodically produced anthropogenic sediment Anthropocene Band 2, S. 16–26.
- 2016 Edgardo Latrubesse für Large Rivers, Megafans and Other Quaternary Avulsive Fluvial Systems: A Potential “Who's Who” in the Geological Record Earth Science Reviews Band 146, S. 1–30.
- 2017 Frank Magilligan, Eirik Burass, Carl Renshaw für The efficacy of stream power and flow duration on geomorphic responses to catastrophic flooding. Geomorphology Band 228, S. 175–188.
- 2018 Martin W. Doyle, Jai Singh, Rebecca Lave, Morgan M. Robertson für The morphology of streams restored for market and nonmarket purposes: Insights form a mixed natural-social science approach Water Resources Research, Band 51, S. 1–20.
- 2019 Douglas J. Faulkner, Phillip H. Larson, Harry M. Jol, Garry L. Running, Henry M. Loope, Ronald J. Goble für Autogenic incision and terrace formation resulting from abrupt late-glacial base-level fall, lower Chippewa River, Wisconsin, USA Geomorphology, Band 266, S. 7–95
- 2020 Kristy Swann, Doug Sherman, Ryan Ewing für Experimentally derived thresholds for windblown sand on Mars Geophysical Research Letters, Band 47, doi:10.1029/2019GL084484
- 2021 Samuel Munoz, Liviu Giosan, Matthew Therrell, Jonathan Remo, Zhixiong Shen, Richard Sullivan, Charlotte Wiman, Michelle O’Donnell,  Jeffrey Donnelly für Climatic control of Mississippi River flood hazard amplified by river engineering Nature, Band 556, doi:10.1038/nature26145
- 2022 Daniel Shugar et al. für A massive rock and ice avalanche caused the 2021 disaster at Chamoli, Indian Himalaya, 2021, Science, Band 373(6552), S. 300–306, doi:10.1126/science.abh4455
- 2023 Dongfeng Li et al. für Exceptional increases in fluvial sediment fluxes in a warmer and wetter High Mountain Asia, 2021, Science, Band 374(6567), S. 599–603, doi:10.1126/science.abi9649
- 2024 Emily Fairfax, Andrew Whittle, für Smokey the Beaver: beaver-dammed riparian corridors stay green during wildfire throughout the western United States, 2020, Ecological Applications, Band 8, e02225, doi:10.1002/eap.2225